# Ecchi
Ecchi (エッチ?), o etchi, è una parola giapponese che deriva dalla pronuncia del nome inglese della consonante "H" (/eɪtʃ/). È un sinonimo di ero (Eros) ed ha un significato più attenuato rispetto a hentai. Spesso usato nello slang per indicare fantasie erotiche e allusioni sessuali (hot-eccitante e sexy): come aggettivo assume il significato di "osceno", "lascivo" e "frivolo"; mentre come verbo (ecchi suru) con quello di far qualcosa di "sessualmente sporco o cattivo" o anche del semplice "dormire assieme"; infine come sostantivo per descrivere qualcuno che è visto come Ecchi.
Sekkusu è la parola che più spesso viene usata in Giappone per dire sesso ed in giapponese le originali parole che lo indicavano, come seiko (性交?), sono spesso sostituite da parole di origine straniera come appunto sekkusu (la resa giapponese di "sex") o neologismi come ecchi. La parola viene utilizzata in tutto il mondo all'interno dei Fandom per descrivere sfumature, associazioni e temi vagamente sessuali: nella cultura occidentale è usata preminentemente per distinguere tra autentica pornografia-hentai e l'uso più giocoso e ammorbidito (meno esplicito) d'immagini sessualizzate. 
Mentre in Giappone il termine ecchi può essere utilizzato per indicare il rapporto sessuale nello specifico, questo viene escluso dalla definizione data in occidente. Le opere considerate come ecchi pertanto non mimano mai in alcun modo un vero e proprio rapporto sessuale e non mostrano i genitali: tocca invece alla fantasia del lettore completare e riempire tali "buchi". Si trovano poi spesso insieme al fan service, per rendere ancor più divertente e leggera tutta la situazione; questo tipo di sfumature o temi simil—sessuali lo si ritrova a volte anche nelle commedie shōnen e seinen e negli anime in stile harem.

## Etimologia e teorie sull'origine
La più accreditata teoria sull'origine della parola giapponese è la lettera dell'alfabeto latino "H". La più consolidata teoria afferma che derivi dal primo carattere della parola hentai (変態, letteralmente "pervertito"), e in effetti le due parole hanno significati simili anche se la parola hentai non può essere utilizzata per fare riferimento al rapporto sessuale e neppure come verbo. Dall'origine comune le due parole si sono separate negli utilizzi sia in oriente che in occidente.
Un'altra teoria suggerisce che la "H" è la prima lettera della parola harenchi (破廉耻?), una parola che significa "vergognoso" o "indecente". Una terza teoria sulla sua etimologia è che "ecchi" venga dalla prima lettera in himitsu (秘密?), un termine che significa "segreto" e "segretezza". È diventata popolare nel 1952 con il suo utilizzo in un romanzo di Seiichi Funabashi. Nel 1990, ottenne il suo uso come sostantivo di riferimento per l'atto sessuale stesso. Il comico Sanma Akashiya è spesso accreditato con questo ulteriore sviluppo e del suo utilizzo diffuso in oriente.

## Storia del suo utilizzo in Giappone
Il suo significato attuale è ancora strettamente collegato alla parola hentai, introdotta quest'ultima a partir dal Periodo Meiji come termine per indicare un "cambiamento di forma o trasformazione repentina" in ambito scientifico e psicologico. Usata per riferirsi a malattie quali l'isteria o per descrivere fenomeni paranormali quali l'ipnosi e la telepatia. 
Nel 1910 viene utilizzata in sessuologia come parte dell'espressione composta "hentai seiyoku", indicante un desiderio sessuale abnorme/anomalo ed è divenuto popolare all'interno della teoria sulla devianza di tipo sessuale (Hentai Seiyoku ron) pubblicata nel 1915. Nel 1920 numerose pubblicazioni indirizzate ad un sempre più vasto pubblico iniziano ad occuparsi di "deformazioni sessuali" e a presentarne ed esplicitarne le caratteristiche, interessandosi nel contempo ad esempio anche alle opere relative al movimento Ero guro: questo periodo è definito come quello dell'"hentai boom". 
A partire dagli anni trenta del XX secolo un nuovo periodo d'accresciuta influenza occidentale censoria portò ad un arresto progressivo di tali pubblicazioni. Dopo la guerra, negli anni cinquanta altre riviste mostrano un rinnovato interesse per l'hentai, e a partir da allora la parola viene talvolta scritta in rōmaji: fu allora che l'iniziale H (usando la pronuncia inglese della lettera /ˈeɪtʃ/) ha cominciato ad esser utilizzata come alternativa a hentai. In questo contesto "ecchi" dev'essere inteso come sessualmente inappropriato ed è sinonimo di Iyarashi (sgradevole, sporco, disgustoso) o Sukebe (pervertito). 
Da quel momento i due significati di hentai ed ecchi si sono evoluti in maniera indipendente: negli anni sessanta ecchi cominciò ad essere usato dai giovani come "parola sexy" per indicare argomenti riguardanti la sessualità in generale. Dagli anni ottanta in poi diviene eufemismo per "fare sesso assieme" (suru etchi). In Giappone per indicare il sesso si usa anche la parola Sekkusu (da cui deriva anche Seiko); anche se spesso i termini indicanti il sesso sono spesso sostituite da neologismi (ecchi, per l'appunto) o da altre parole di origine straniera. 
Pertanto ecchi ha finito per essere utilizzato come "contenitore" per tutto ciò ch'è legato anche non strettamente ad un contenuto pornografico o comunque erotico. La sfumatura da dare a ecchi varia con il contesto, ma in generale la parola stessa è paragonabile alle parole "cattivo, sporco" quando queste si presentano in qualità di aggettivo. 
In un contesto più strettamente pornografico ad esempio il suffisso ERO ed altre formulazioni son preferite dai media rispetto ad ecchi: vengono difatti chiamati ero manga quelli considerati vietati ai minori. Anche se talvolta il prefisso H- viene ancora usato per riferirsi ai generi porno e a tutto il materiale connesso): infatti qualsiasi video a carattere pornografico viene classificato come H-video e nel caso si tratti di un'animazione come H-anime. Il termine "hentai" non viene utilizzato per riferirsi a queste opere.

## Utilizzo in occidente

Personaggio femminile disegnato con tipiche caratteristiche "ecchi"

In Occidente il termine (dove viene preferito scriverlo con l'ortografia "ecchi") è spesso utilizzato con riguardo a manga e anime dai vaghi contenuti erotici, come un abbigliamento succinto (biancheria intima o fetish) o la parziale o totale nudità (indumenti bagnati o strappati), ma senza mai mostrare esplicitamente il rapporto sessuale, oltre alla rappresentazione e ripetizione di determinate azioni (toccare, guardare parti del corpo).
Comune in opere destinate ad un pubblico prevalentemente maschile (shōnen, seinen, anche se da un po' di anni a questa parte sempre più frequentemente lo si possa incontrare anche in shōjo e josei), questo tipo di ambiguità sessuale è comunemente usato per ottenere un effetto comico: possono includere doppi sensi nei discorsi, suggestioni erotiche nelle pose o comportamenti dei personaggi. 
Il concetto di ecchi si è col tempo sempre più avvicinato a quello di fan service, con associazioni solitamente giustificate dalla narrazione. 

### Esempi tipici
In generale, l'arte ecchi è uno stile vagamente paragonabile alle opere d'arte "Pin-up girl" e anche alle fantasie sessuali descritte in romanzi a sfondo erotico. La classica gag che di solito è presente negli anime è quella in cui la testa di uno dei personaggi maschili va a finire tra i seni di un procace personaggio femminile, comunemente usata durante il loro primo incontro; oppure quando sono presenti personaggi che non sembrano affatto essere consapevoli della propria sessualità.
Gli elementi classificabili come ecchi, per poter classificar un'opera come tale, debbono esser preponderanti (se non addirittura presentarsi in maniera esclusiva) nella serie: graficamente possono essere utilizzate diverse tecniche per mostrare le immagini in maniera da indugiare maggiormente sugli aspetti sexy, solitamente parti nascoste del corpo femminile, ma anche abbigliamento che delinea la forma dei seni, capezzoli, e grandi labbra, evidenziando una tenuta di abbigliamento estremamente succinta e provocante; uniformi, costumi o abiti (tutti rigorosamente attillati) che possono essere provocatori e che sono indossati come abbigliamento quotidiano da parte del personaggio; immagini che richiamano delle forme falliche di dimensione esagerata; nudità (parziale o totale) in pubblico di un personaggio femminile che mostra segni di imbarazzo, umiliazione o agisce in maniera totalmente normale. 
Alcuni di questi modelli sono più ricorrenti, come ad esempio la scena della doccia in un onsen (sorgente termale), o scene di combattimento in cui vengono strappati i vestiti (ciò può comportare il panchira o il vero e proprio rimaner a seno e/o sedere nudo): infine far vedere cosa pensa un personaggio è una scusa comune per mostrare le sue fantasie sessuali (sobbalzi di seni enormi ed il loro esser strizzati, uniformi da bagno aderenti e uniformi scolastiche femminili-fuku alla marinara, immagini di mutandine e scollature).

#### Nudità

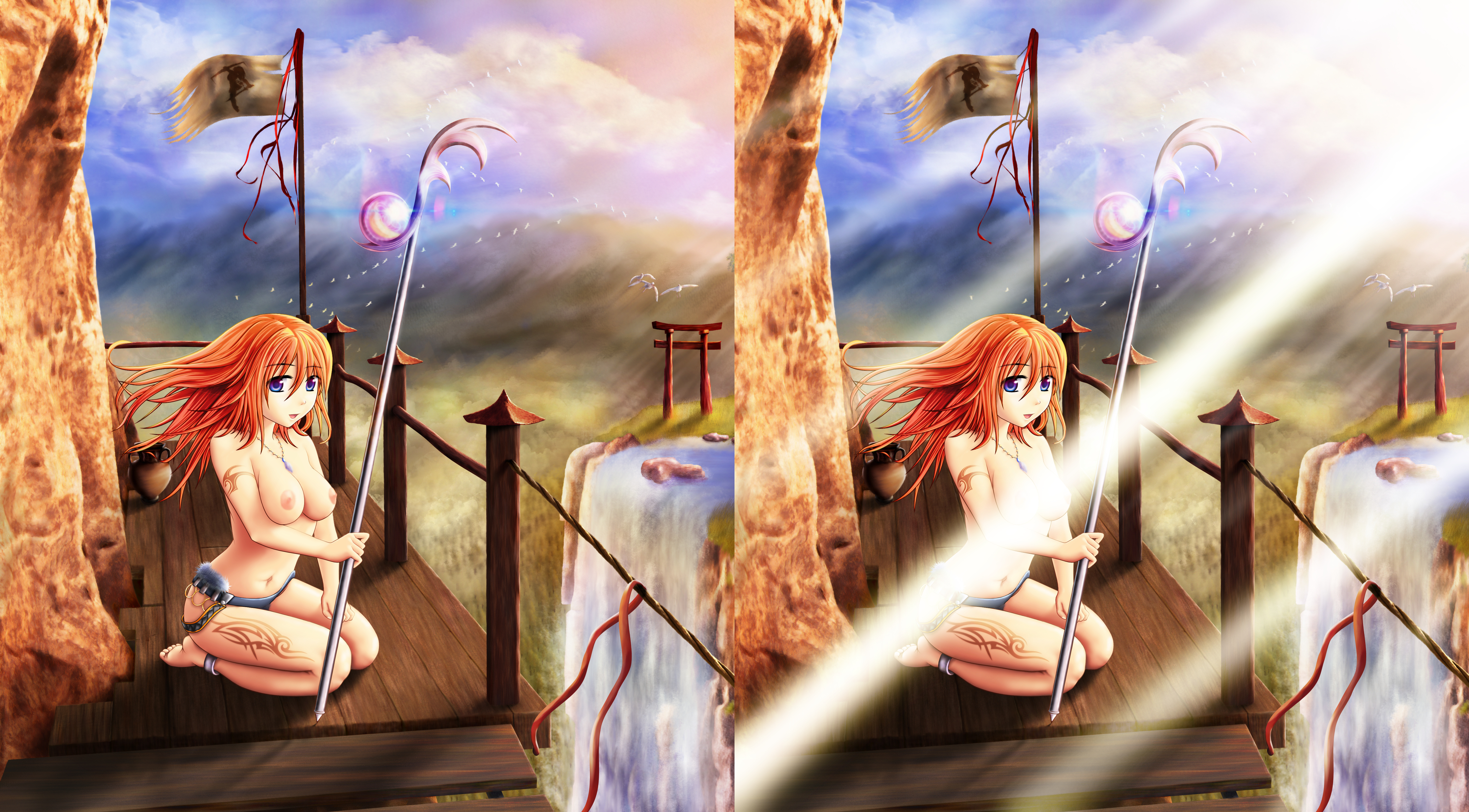
La censura eseguita con l'aggiunta di raggi di luce artificiale è un metodo comune utilizzato per nascondere alcuni elementi di nudità nelle serie televisive anime. Il livello di censura può variare a seconda delle stazioni televisive che trasmettono una serie.

Il livello di nudità può variare anche notevolmente tra le varie opere, anche a seguito delle preferenze degli autori o pensando al tipo di pubblico a cui son destinate. In alcuni casi, anche se i seni vengono visualizzati sullo schermo, i capezzoli e i genitali rimangono avvolti dal fumo o dalla nebbia, coperti provvidenzialmente da un ramo o dai capelli, o anche da un gioco di luci. 
Questo tipo di censura è tipica per esempio in To Love-Ru con il personaggio di Lala e in Soul Eater con Blair, oltre a riguardare anche Asuka Sōryū Langley in Neon Genesis Evangelion; in Ladies versus Butlers! i capezzoli sono chiaramente visibili attraverso i vestiti e nudi. 
Una reazione tipica alla nudità, in questi casi, è la perdita di sangue dal naso da parte del personaggio maschile, un elemento che vuol rappresentar una chiara eccitazione sessuale (senza dover mostrar gli attributi sessuali); esempi abbastanza estremi di ciò sono Baka to test to shōkanjū e Maria Holic: in entrambi i casi i personaggi protagonisti rischiano di morire per la perdita costante di sangue. 
Nel primo i personaggi maschili si devono confrontare con bellissime ragazze (tra cui un travestito); nel secondo la protagonista è una liceale lesbica, che però finisce per innamorarsi di un sadico ragazzo che pratica il crossdressing.

#### Pantsu
Il termine deriva da panties ("mutandine"), per traslato biancheria intima, la cui visibilità è uno dei motivi comuni; e ciò spesso può portare a strane risposte emotive tra il ragazzo protagonista e la ragazza che accidentalmente o meno si scopre lasciando intravedere uno scorcio di slip o reggiseno. 
La reazione può risultare molto differente, a seconda del colore o lo stile delle mutandine indossate dalla ragazzina, i quali non vengono mai scelti a caso: entrambi son intesi difatti ad indicar il carattere dell'adolescente femmina (un intimo bianco a tema con cuoricini o motivi simili allude ad innocenza e semplicità, mentre le shimapan-mutandine a righe alludono a timidezza ed introversione). 
Il tema pantsu è popolare anche in anime come Chobits e Sora no Otoshimono, oltre che in Panty & Stocking with Garterbelt ove il tema viene utilizzato come autentica "arma". Ma anche se il pantsu non è l'argomento principale in sé, viene spesso volentieri mostrato a causa d'una scelta accurata delle diverse angolazioni di ripresa: in questo caso può esser giustamente chiamato fan service, in quanto non risulta essere necessario alla storia stessa.

#### Rapporti sessuali
Generalmente in manga o anime definite ecchi non viene mostrata esplicitamente l'attività sessuale, nel qual caso sarebbero invece chiamati hentai. Ma è altresì possibile fare giochi di parole che attraverso malintesi arrivino ad indicar il rapporto sessuale: un esempio tipico è quello di mostrare l'ombra dei personaggi che mimano un vero e proprio rapporto intimo.